# Пероксиредоксин-3
Пероксиредоксин-3 (англ. Peroxiredoxin 3) – білок, який кодується геном PRDX3, розташованим у людей на короткому плечі 10-ї хромосоми. Довжина поліпептидного ланцюга білка становить 256 амінокислот, а молекулярна маса — 27 693.
| 10         |  | 20         |  | 30         |  | 40         |  | 50         |
| ---------- |  | ---------- |  | ---------- |  | ---------- |  | ---------- |
| MAAAVGRLLR |  | ASVARHVSAI |  | PWGISATAAL |  | RPAACGRTSL |  | TNLLCSGSSQ |
| AKLFSTSSSC |  | HAPAVTQHAP |  | YFKGTAVVNG |  | EFKDLSLDDF |  | KGKYLVLFFY |
| PLDFTFVCPT |  | EIVAFSDKAN |  | EFHDVNCEVV |  | AVSVDSHFSH |  | LAWINTPRKN |
| GGLGHMNIAL |  | LSDLTKQISR |  | DYGVLLEGSG |  | LALRGLFIID |  | PNGVIKHLSV |
| NDLPVGRSVE |  | ETLRLVKAFQ |  | YVETHGEVCP |  | ANWTPDSPTI |  | KPSPAASKEY |
| FQKVNQ     |  |            |  |            |  |            |  |            |

A: Аланін

C: Цистеїн

D: Аспарагінова кислота

E: Глутамінова кислота

F: Фенілаланін

G: Гліцин

H: Гістидин

I: Ізолейцин

K: Лізин

L: Лейцин

M: Метіонін

N: Аспарагін

P: Пролін

Q: Глутамін

R: Аргінін

S: Серин

T: Треонін

V: Валін

W: Триптофан

Цей білок за функціями належить до оксидоредуктаз, антиоксидантів, пероксидаз. 
Локалізований у мітохондрії.